# Kybos ivanovi
Kybos ivanovi är en insektsart som först beskrevs av Logvinenko 1980.  Kybos ivanovi ingår i släktet Kybos och familjen dvärgstritar.
Artens utbredningsområde är Ukraina. Inga underarter finns listade i Catalogue of Life.